# Simone Maccabeo
Simone Maccabeo (figlio di Mattatia; ... – 135 a.C.) è stato un condottiero, sovrano e sacerdote ebreo antico, appartenente alla nobile e antica famiglia degli Asmonei, dinastia ebraica che tra alterne vicende governò la Giudea tra il II e il I secolo a.C.. 
Fu il terzo, tra i suoi fratelli, a divenire comandante della rivolta maccabea, nel 142 a.C., alla morte di Gionata e il primo a regnare come etnarca, rimanendo sul trono del Regno di Giudea fino al 135 a.C.
Continuò la guerra contro i re di Siria Demetrio II Nicatore e Antioco VII Sidete. Rinnovò, ugualmente ai suoi due fratelli che l'avevano preceduto, l'alleanza con i Romani. Le vicende della guerra, come quelle di Giuda e di tutti gli altri Maccabei, sono trattati nell'Antico Testamento (I Maccabei e II Maccabei). Inoltre, in particolare delle imprese di Simone parla diffusamente Flavio Giuseppe nel XIII libro delle Antichità giudaiche nonché nel I libro della Guerra giudaica.
Rimase ucciso per il tradimento di un suo generale, Tolomeo di Gerico, insieme a due dei suoi figli. Gli successe l'unico figlio rimastogli, Giovanni Ircano I.